# Budget opérationnel de programme
Pour les articles homonymes, voir BOP.
Le budget opérationnel de programme (BOP) « regroupe la part des crédits d’un programme mise à la disposition d’un responsable identifié pour un périmètre d’activité (une partie des actions du programme par exemple) ou pour un territoire (une région, un département…) ». 
« Le BOP a les mêmes attributs que le programme : c’est un ensemble globalisé de moyens associés à des objectifs mesurés par des indicateurs de résultats. Les objectifs du budget opérationnel de programme sont définis par déclinaison des objectifs du programme ».